# Spominski kovanec 12. gardnega bataljona SV
Spominski kovanec 12. gardnega bataljona SV je kovanec, podeljen pripadnikom tega bataljona in njegovim najboljšim vojakom.

## Opis
Kovanec je narejen v tehniki kovanja denarja in ima premer 39 mm.
Na sprednji strani je plastificiran znak bataljona. V spodnjem loku je napisan slogan bataljona: »ZA KOGA? - ZA SLOVENIJO!«
Na zadnji strani kovanca je v zgornjem loku krožni napis REPUBLIKA SLOVENIJA, v spodnjem loku pa SLOVENSKA VOJSKA, v sredini pa je znak Slovenske vojske.
Kovanec je shranjen v zeleni plastični škatlici.

## Prejemniki
Kovanec so dobili najboljši vojaki bataljona ob zaključku generacije.